# Ivan Kmínek
Ivan Kmínek (21. července 1953 Brno – 3. září 2013 Praha) byl český spisovatel science fiction. Vystudoval makromolekulární chemii na VŠCHT v Praze. Od roku 1977 pracoval v Ústavu makromolekulární chemie ČSAV v Praze.
V 80. a 90. letech publikoval povídky a recenze v časopisech. Kmínkův jediný román je groteskní antiutopie Utopie, nejlepší verze (dokončeno 1987, vydáno 1990). Jako první vyhrál literární Cenu Karla Čapka dvakrát po sobě, roku 1983 s povídkou Syntamor zasahuje a 1984 s povídkou Druhý vstup do téže řeky.

## Knihy
- Utopie, nejlepší verze (1990, Triton 2006) – román; podtitul "zábavné panoptikum tematicky zaměřené na odvěký boj dobra proti dobru"
- Ústřední kancelář vesmíru se neozývá (Laser 1992), ISBN 80-85601-36-2 – sbírka povídek